# Aéroport d'Almeria
L'aéroport d'Almeria (code IATA : LEI • code ICAO : LEAM) est un aéroport international situé à 9 km à l'est de la ville d'Almería, en Espagne.
Il dessert de nombreuses destinations en Europe, dont Londres, Paris, Madrid, Bruxelles, Prague, Palma de Mallorca, Barcelone, Düsseldorf et Amsterdam, ainsi que Manchester.
Il a géré un trafic de plus de 780 000 passagers en 2011, et de 1 007 446 passagers en 2017[réf. nécessaire].

## Accès et transports au sol

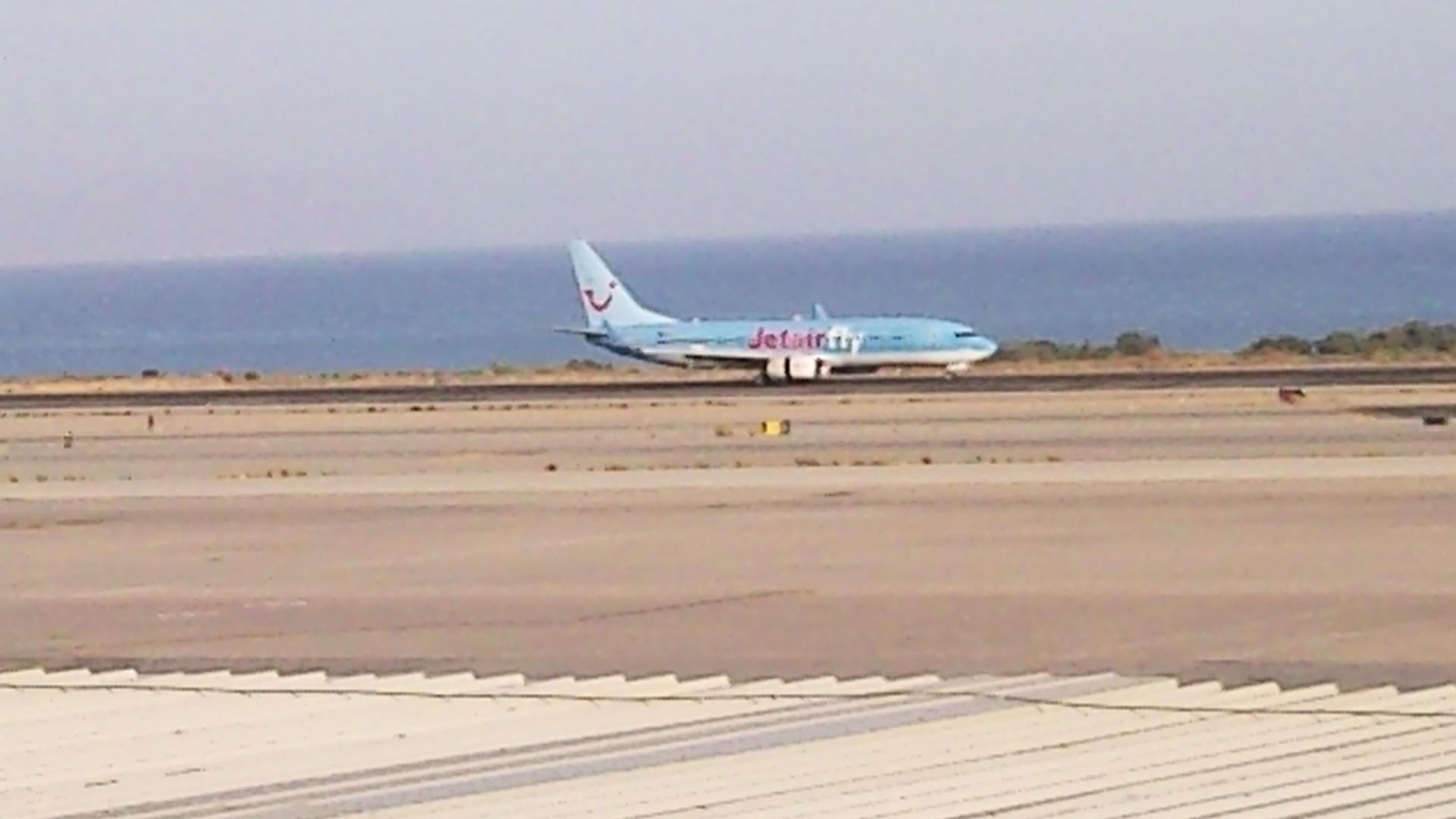
Un Boeing atterrissant à l'aéroport d'Almería

## Situation
| \| 100 km1:11 216 000 \| Alicante Almería Andorre Badajoz Barcelone Bilbao Burgos León Castellón · de la Plana Ceuta Gérone Grenade Ibiza Jerez La Corogne Lleida Logroño Madrid Málaga Melilla Minorque Murcie Oviédo Palma de · Majorque Pampelune Reus Sabadell Saint-Jacques Saint-Sébastien Salamanque Santander Saragosse Séville Valence Valladolid Vigo Vitoria |
| 100 km1:11 216 000 |

Voir les Îles Canaries

## Compagnies aériennes et destinations
| Compagnies       | Destinations                                                              |
| ---------------- | ------------------------------------------------------------------------- |
| Condor           | En saison: Düsseldorf                                                     |
| easyJet          | Londres-Gatwick                                                           |
| Iberia           | Madrid-Barajas, Melilla, Séville-San Pablo En saison : Palma de Majorque  |
| Jet2.com         | En saison : Birmingham, Bristol, Leeds-Bradford, Manchester               |
| Luxair           | En saison : Luxembourg-Findel                                             |
| Ryanair          | En saison : Charleroi Bruxelles-Sud, Dublin, Londres-Stansted, Manchester |
| Transavia        | En saison : Rotterdam-La Haye                                             |
| Transavia France | En saison : Paris-Orly                                                    |
| TUI Airways      | En saison : Birmingham, Manchester                                        |
| TUI fly Belgium  | En saison : Bruxelles-National                                            |
| Vueling          | Barcelone-El Prat En saison : Bilbao                                      |

Dernière mise à jo le 02/05/2023